# Tracey Wickham

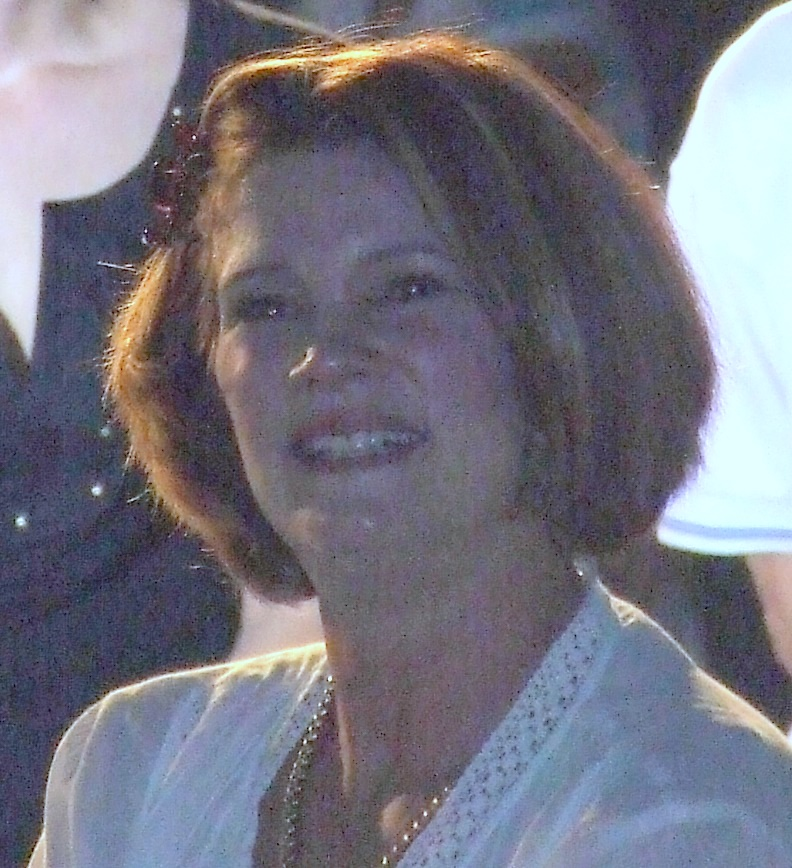
Tracey Wickham

Tracey Lee Wickham, OAM, MBE (* 24. November 1962 in Rosebud, Victoria) ist eine ehemalige australische Schwimmerin.
Wickhams Hauptdisziplinen waren die Mittelstrecken 400  und 800 Meter Freistil. Bei den Commonwealth Games 1978 in Edmonton gewann sie auf beiden Strecken die Goldmedaille. Im selben Jahr stellte sie auf beiden Strecken einen neuen Weltrekord auf. Sie wurde in diesem Jahr auch in beiden Disziplinen Weltmeisterin und stellte im 400-Meter-Endlauf erneut einen Weltrekord auf, der als Championship-Rekord bis 2007 Bestand hatte.
An den Olympischen Sommerspielen 1980 in Moskau, die von vielen westlichen Ländern aus politischen Gründen boykottiert wurden, nahm sie wie viele andere australische Athleten aus persönlicher Entscheidung nicht teil, obwohl das Australische Olympische Komitee sich gegen einen Boykott entschieden hatte. 
Sie nahm in Brisbane an den Commonwealth Games 1982 teil und sprach bei der Eröffnungsfeier den Eid der Athleten. Sie verteidigte ihre beiden Titel über 400 und 800 Meter. Kurz danach erklärte sie ihren Rücktritt. Ihre beiden 1978 aufgestellten Weltrekorde wurden erst 1987 gebrochen.
Bereits 1978 wurde sie mit den Order of the British Empire ausgezeichnet. 1992 wurde sie in die Ruhmeshalle des internationalen Schwimmsports aufgenommen.
2000 erhielt sie die Australian Sports Medal. Für ihren Beitrag zum australischen Schwimmsport bekam sie 2005 außerdem die Order of Australia Medal. 